# Rejectaria atrax
Rejectaria atrax là một loài bướm đêm trong họ Noctuidae.